# Lieselotte Seibel-Emmerling
Lieselotte Seibel-Emmerling, née le 3 février 1932 à Leobschütz, est une femme politique allemande.
Membre du Parti social-démocrate d'Allemagne, elle siège au Landtag de Bavière de 1966 à 1980 et au Parlement européen de 1979 à 1989.